# Alexander Bain
Alexander Bain (n. 11 iunie 1818 – d. 18 septembrie 1903) a fost un filozof, logician, psiholog și pedagog scoțian pozitivist, reprezentant de seamă al asociaționismului.
A susținut unirea datelor fiziologiei cu cele ale patologiei pentru explicarea fenomenelor psihice.
A considerat senzațiile ca un produs pur fiziologic, care nu ar reflecta lumea exterioară, iar conștiința ca o însumare a acestor senzații.
A fost unul dintre precursorii psihologiei fiziologice, care reunește materialismul vulgar cu idealismul.

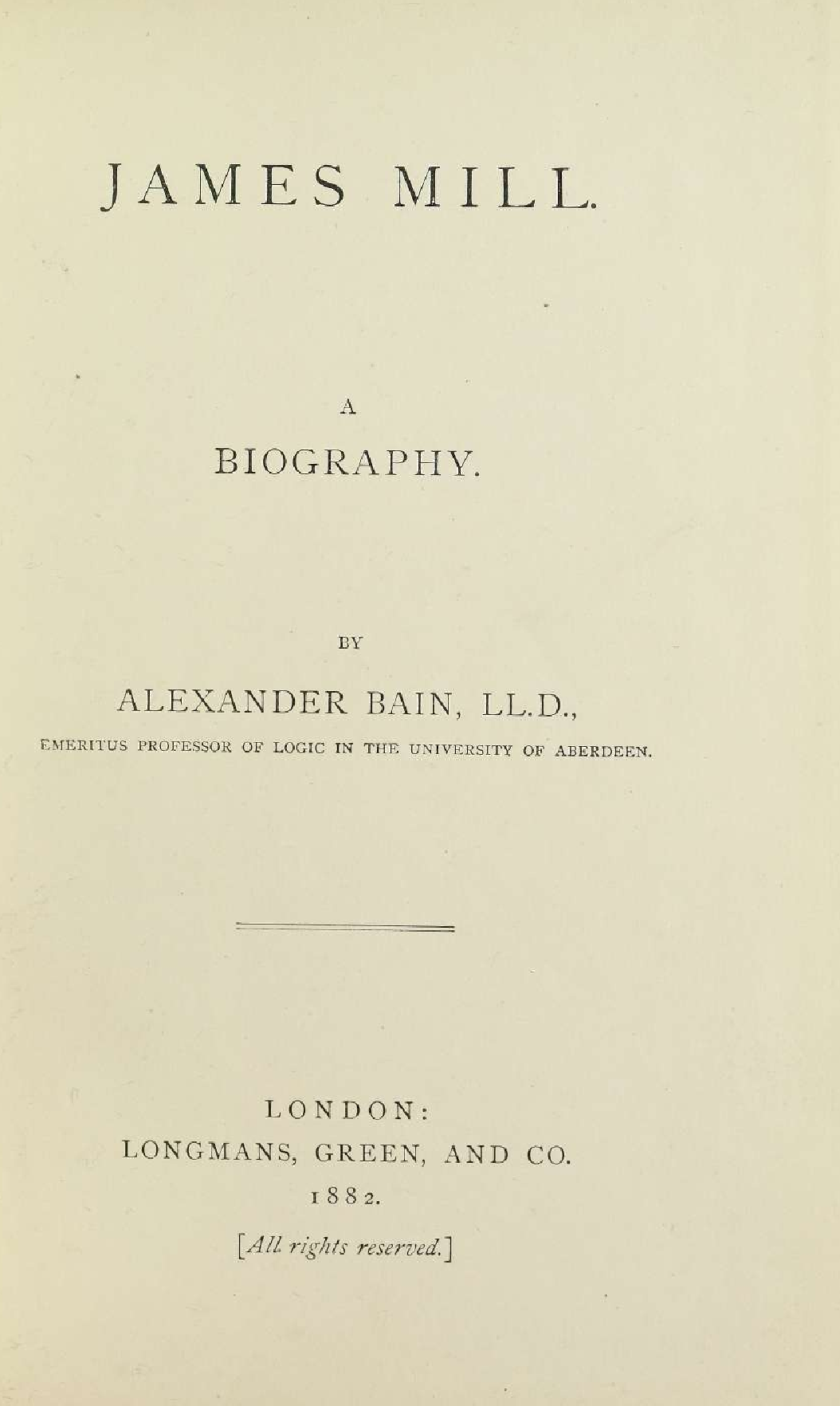
James Mill. A biography, 1882